# Юрдан
Юрда́н (фр. Urdens) — коммуна во Франции, находится в регионе Юг — Пиренеи. Департамент — Жер. Входит в состав кантона Флёранс. Округ коммуны — Кондом.
Код INSEE коммуны — 32457.

## География

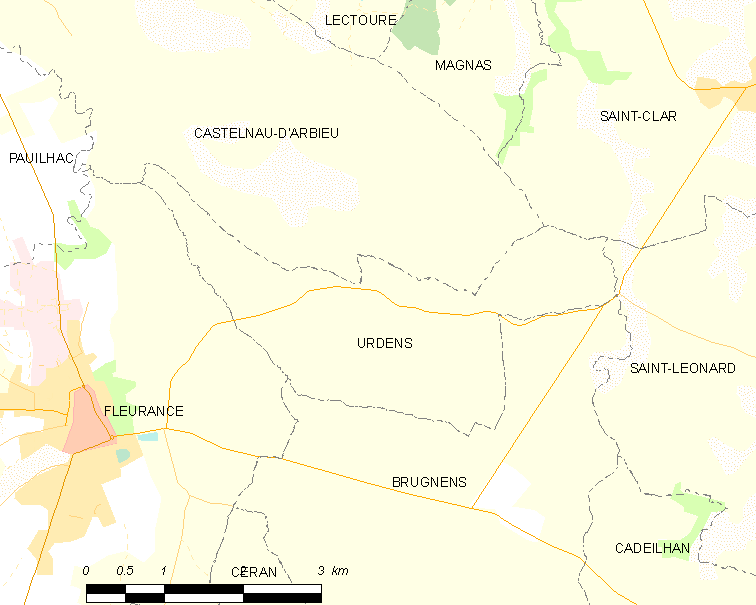
Карта коммуны

Коммуна расположена приблизительно в 570 км к югу от Парижа, в 70 км северо-западнее Тулузы, в 26 км к северу от Оша.

## Климат
Климат умеренно-океанический. Лето жаркое и немного дождливое, температура часто превышает 35 °С. Зимой часто бывает отрицательная температура и ночные заморозки. Годовое количество осадков — 700—900 мм.

## Население
Население коммуны на 2010 год составляло 246 человек.
| 1962 | 1968 | 1975 | 1982 | 1990 | 1999 | 2010 |
| ---- | ---- | ---- | ---- | ---- | ---- | ---- |
| 126  | 140  | 179  | 188  | 198  | 180  | 246  |

## Администрация
| Период | Период | Фамилия        | Партия | Примечания |
| ------ | ------ | -------------- | ------ | ---------- |
| 2001   | 2008   | Анни Давас     |        |            |
| 2008   | 2020   | Ролан Мараньон |        |            |

## Экономика
В 2010 году среди 159 человек трудоспособного возраста (15-64 лет) 125 были экономически активными, 34 — неактивными (показатель активности — 78,6 %, в 1999 году было 70,5 %). Из 125 активных жителей работали 116 человек (57 мужчин и 59 женщин), безработных было 9 (6 мужчин и 3 женщины). Среди 34 неактивных 7 человек были учениками или студентами, 20 — пенсионерами, 7 были неактивными по другим причинам.